# Cuberdon
Cuberdon, também conhecido como neuzeke, tsoepke, tjoepke, Gentse neus ou topneus, é uma bala em formato de cone típica do Flandres Oriental, na Bélgica. 
Na Bélgica francófona, o doce também é conhecido como chapeau de curé ("chapéu de pastor"). As balas tem uma cor arroxeada, cerca de 2,5cm de largura e um peso de 10 a 18 gramas. O exterior é duro, mas o recheio é gelatinoso. O cuberdon tem um prazo de validade que dura cerca de três semanas, após as quais o açúcar do interior começa a cristalizar. Devido a essa vida útil limitada, o cuberdon não é exportado e, portanto, está disponível quase que exclusivamente na Bélgica.

## História

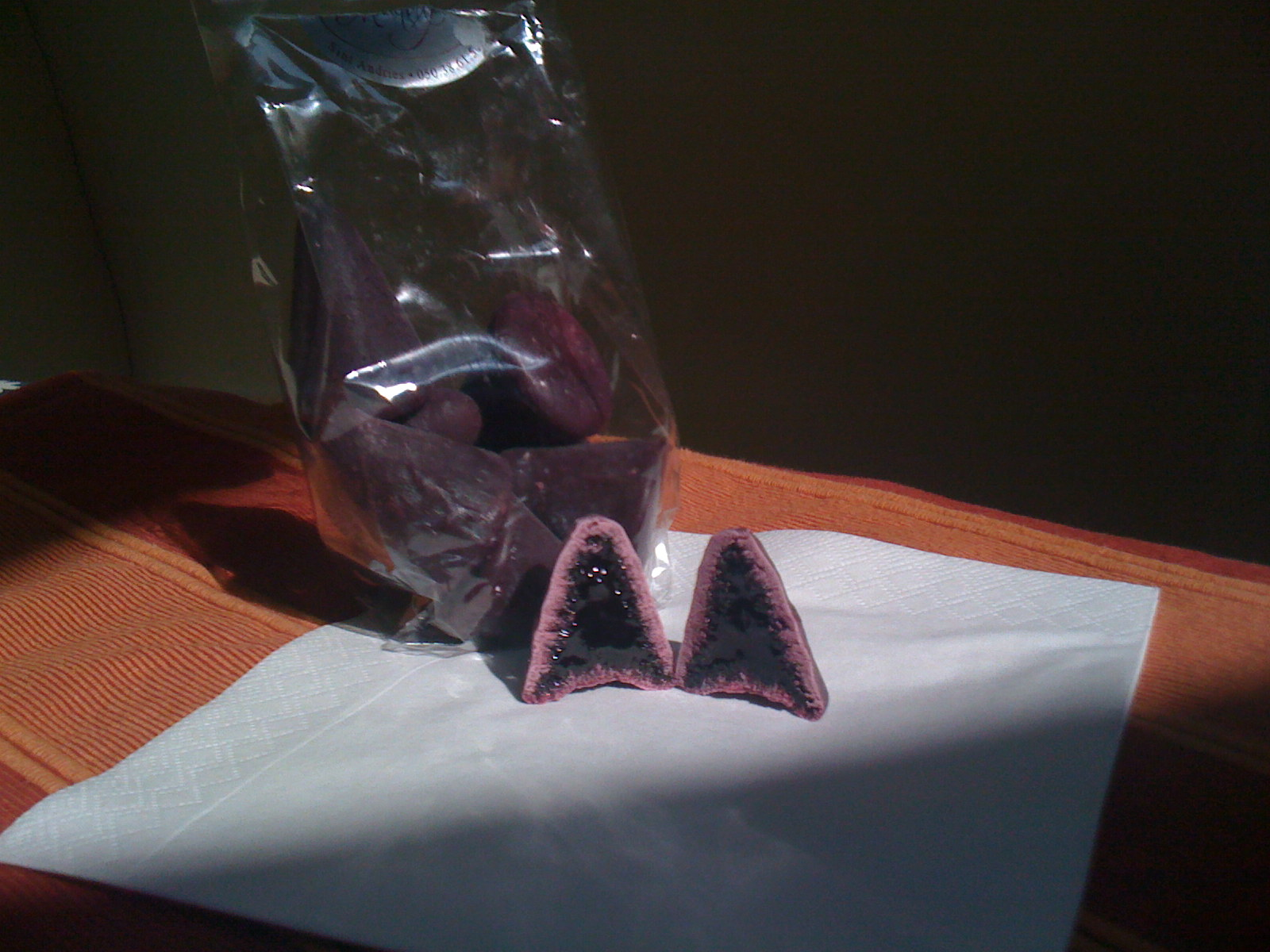
Um cuberdon cortado ao meio.

Segundo a tradição, a receita do cuberdon foi descoberta por acidente pelo farmacêutico de Gante De Vynck, em 1873. Para aumentar a vida útil dos medicamentos, muitos medicamentos eram transformados em xarope no final do século XIX. Quando o farmacêutico examinou uma preparação falhada após alguns dias, ele descobriu que ela havia formado uma crosta no exterior, mas o interior ainda estava líquido. Com essa descoberta, surgiu a ideia de comercializar o preparado na forma de um bombom.
Um episódio jurídico envolvendo o cuberdon ocorreu em Gante, no início de 2015, e ficou conhecido pelo nome neuzekesoorlog (guerra dos neuzekes). Dois vendedores de cuberdon da cidade, que já tinham tido suas licenças para a venda do produto suspensas em 2011, entraram em conflito judicial quando um deles chamou o produto do concorrente de "gosma química". O juiz condenou o infrator a uma multa de 1000 euros por violação encontrada. Em 2017, este mesmo vendedor foi filmado por turistas enquanto insultava racialmente seu concorrente. Como resultado, ele foi condenado a dois meses de prisão por racismo.
A receita é reconhecida como um produto típico pelo governo do Flandres. 

## Características

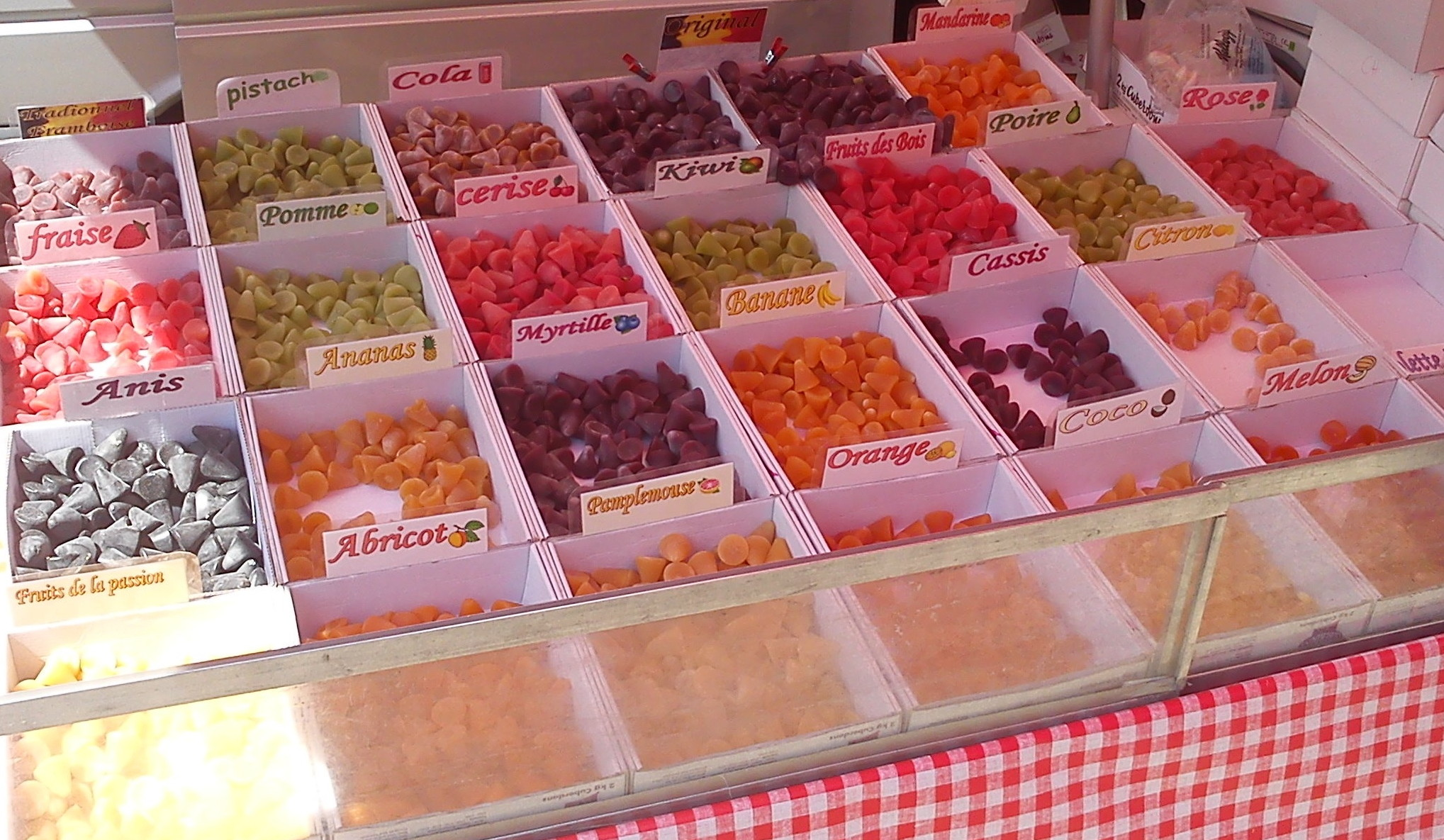
Cuberdons em diversos sabores, à venda em um mercado no Brabante Valão.

Os cuberdons são preparados com goma arábica. Durante a Segunda Guerra Mundial, esse produto parou de estar disponível na Europa, e os cuberdons foram esquecidos. Somente em 1946, após o fim da guerra, o produto foi reintroduzido na Bélgica, o que permitiu que a produção do cuberdons fosse retomada por vários confeiteiros no país. A confeitaria reconhecida por produzir os cuberdons há mais tempo iniciou a confeccionar a receita em 1954.
A versão clássica tem sabor de framboesa. Entretanto, hoje em dia existem dezenas de variações de sabores disponíveis no mercado, que se baseiam em outros xaropes e aromatizantes. Entre esses sabores, há morango, limão, anis e zimbro.
Ao longo das décadas, os cuberdons passaram a também serem utilizados como ingredientes na preparação de receitas, como bolos, flans e sorvetes, e até mesmo como aromatizantes para bebidas alcoólicas.

## Preparação
O ingrediente base da receita é a goma arábica. São adicionados açúcar e xarope de framboesa, que pode ter aroma natural ou artificial. O xarope é preparado e despejado em fôrmas cobertas com uma camada de amido; essas formas são levadas ao forno onde são assadas em baixa temperatura por um longo período de tempo, que pode durar até uma semana.